# Rasmus Henning
Rasmus Henning (født 13. november 1975 i København) er en dansk triatlet.
Rasmus Henning startede som triatlet i januar 1998. Han har deltaget i to Olympiske Lege; 2004 i Athen hvor han opnåede en 7. plads i tiden 1:52:37.32 og 2008 i Beijing hvor han opnåede en 8. plads i tiden 1:49:57.47.
Rasmus Henning vandt sine første DM-titler 2000, hvor han vandt fire titler; Sprint Distance, Olympisk Distance, Lang Distance og Duatlon. I starten af karrieren deltog han i to langdistanceløb; 2000 vandt en DM-titel på den lange Ironman-distance i Fredericia og året efter blev det VM sølv på Lang Distance (4/120/30). Fra 2001 koncentrere han sig på den Olympisk Distance. På Olympisk Distance har Rasmus Henning har vundet EM 2004 og har desuden vundet tre World Cup sejre: Athen (2003), Hamburg (2004), Mazatlan (2006) og Des Moines (2007 og 2008) samt seks sejre i Europa Cupen. Derudover har han hentet en 11. plads ved VM 2002 i Cancun og to gange er han blevet nummer fire ved EM.
Efter OL i 2008 besluttede Rasmus Henning sig for at vende tilbage til de lange distancer og deltog i sit første Ironman-VM på Hawaii i 2009 hvor målet var en sejr. Kort før verdesmesterskaberne brækkede han dog hånden. Men med en brækket hånd kæmpede han sig til en 5. plads, løbet blev vundet af australske Craig Alexander, samme år vandt han EM-guld på Lang Distance i Prag og vandt Ironman China
I 2010 løb han Ironman-løbet "Challenge Roth" i Tyskland. Han vandt det og lå længe til at slå verdensrekorden for Ironman-distancen, men en lille stigning under maraton-delen slog ham lidt tilbage. Han satte dog den 5. hurtigste tid nogensinde for Ironman-distancen og var en af favoritterne til Ironman VM på Hawaii 2010, hvor Rasmus Henning måtte tage til takke med en 23. plads.
Før Rasmus Henning blev triatlet dyrkede han konkurrencesvømning og svømmede for startfællesskabet VAT 89. Han deltog i adskillige danske mesterskaber og enkelte udenlandske stævner, men fik aldrig nogen individuelle DM-medaljer. Han vandt adskillige holdkapmedaljer, deriblandt to guld ved DM 1996 på 4 x 100 fri og 4 x 200m fri.

## Internationale mesterskaber
- Guld 2009 EM Lang Distance
- Guld 2004 EM Olympisk Distance
- Sølv 2001 VM Lang Distance

## DM titler
- Lang Distance: 2000
- Olympisk Distance: 2000, 2002, 2003, 2004, 2005, 2008, 2009
- Sprint Distance: 2000, 2003, 2005, 2009
- Duatlon: 2000, 2007, 2009
- Cross Duatlon: 2006, 2009
- 10km landevejsløb: 2006, 2008